# Acquis d'apprentissage
Pour les articles homonymes, voir AA.
Le concept d'acquis de l’apprentissage (AA) ou d’acquis d’un étudiant au terme d’un processus d’apprentissage (souvent un programme d'étude) est un des éléments de base de la construction de l'Espace Européen de l'Enseignement Supérieur (EEES). 

## Un concept large
« Acquis de l’apprentissage » est la traduction en français du terme anglais «  learning outcomes ».  Il a donné lieu à de nombreuses définitions qui à peu de chose près signifient « ce que l’étudiant sait, comprend et est capable de réaliser à la fin d’un processus d’apprentissage ». Il s’agit de l’expression d’une intention pédagogique qui est orientée vers (les acquis de) l’apprenant et qui répertorie plusieurs types d’acquis (connaissances, savoir-faire, compétences, attitudes). Ce concept possède ainsi un lien de parenté avec les concepts d’objectif et de compétence. Un objectif est aussi l’énoncé d’une intention pédagogique  mais pas nécessairement centré sur l’apprenant et souvent à un niveau plus spécifique. La compétence quant à elle fait également référence à différents types d’acquis (connaissance, savoir-faire, savoir-être) mais sous le mode d’une intégration et d’une mobilisation de ces acquis en situation ,,. 
Les acquis d’apprentissage invitent, en pédagogie, à un changement de paradigme dans la conception d'unités de formation (cours, module, programme, cycle) en partant de la définition des résultats d’apprentissage attendus en fin de formation pour ensuite identifier les dispositifs d’enseignement et d’évaluation les plus pertinents pour développer et évaluer ces acquis ,. 

### Un concept au cœur des politiques de qualité de l'enseignement supérieur

#### En Europe
La notion d'« acquis d’apprentissage » apparaît de plus en plus explicitement au cœur des politiques européennes de l’enseignement supérieur et intervient désormais dans presque tous les outils de ces politiques (systèmes de crédits, cadres de certification, validation des acquis, procédure d’évaluation et d’assurance qualité). La raison principale de son émergence, au carrefour même de ces politiques européennes, est la recherche de mobilité des étudiants et a fortiori de comparabilité des certifications dans l’espace européen de l’enseignement supérieur (EEES) et de la formation professionnelle tout au long de la vie (EFP).  En effet, l'espace européen se construit pour homogénéiser -et non unifier- les objectifs et pratiques de l'enseignement supérieur ; il se focalise donc sur les objectifs communs à atteindre, et non sur le contenu détaillé des programmes.
À côté de ces intentions politiques européennes, la formulation des acquis d'apprentissage est une démarche dont les bénéfices peuvent être également attendus au niveau des institutions d'enseignement, des gestionnaires de programmes de formation et des enseignants eux-mêmes. Définir les acquis d'apprentissage d'un programme de formation permet de mettre en évidence le programme, d'en améliorer la lisibilité (pour les étudiants, les enseignants et le monde socio-professionnel), de donner sens aux apprentissages des étudiants et de responsabiliser ces derniers en précisant ce que l'on attend d'eux et enfin de renforcer la cohérence du programme et l'articulation des différents cours. 
Par exemple, à l'Université catholique de Louvain en Belgique, une politique institutionnelle est mise en place  pour inciter les équipes d'enseignants à formuler le profil de sortie de leurs programmes en termes d'acquis d'apprentissage. D'autres universités sont également engagées dans le même type de démarche (Université libre de Bruxelles et l'Université de Liège). Par ailleurs, certaines institutions d'enseignement supérieur (notamment les hautes écoles) n'ont pas attendu le développement de la notion d'acquis d'apprentissage pour définir des profils de sortie de leurs étudiants sous la forme de référentiels de compétences,, appellation toutefois assez proche de la notion d'acquis d'apprentissage.

#### Dans le monde
Ce changement de paradigme est mondial, car les besoins de mobilité des étudiants et des diplômés sont ressentis dans tous les pays, avec la nécessité de cadres communs pour une meilleure lisibilité des diplômes et qualifications. Par exemple, pour les études d'ingénieur, deux réseaux internationaux d'assurance-qualité : l'International Engineering Alliance pour les pays suivant le modèle anglo-saxon et ENAEE (European Network Accreditation for Engineeering Education) pour les formations selon le modèle de l'EEES, ont élaboré un protocole commun pour l'accréditation des formations d'ingénieur, basé sur une vision commune des acquis d'apprentissage pour les ingénieurs diplômés. 

### Un changement de perspective
Si le concept d’acquis d’apprentissage semble d’une relative simplicité, sa mise en pratique appelle un changement de perspective à deux niveaux. Tout d’abord en se centrant sur l’apprenant (ce qu’il a appris) pour enrichir un point de vue centré exclusivement sur l’enseignant (ce qu’il enseigne) et ensuite en se focalisant non plus uniquement sur le processus d’enseignement (les contenus, les méthodes, les ressources), mais également sur les résultats d’apprentissage au terme de ce processus (les connaissances et les compétences acquises par l'étudiant).

## Les cadres européens de référence
Les instances européennes ont introduit, progressivement depuis 2003, le concept de « learning outcomes » (LO’s) dans le processus de Copenhague (formation tout au long de la vie) et dans le processus de Bologne (enseignement supérieur). Les acquis d’apprentissage apparaissent de plus en plus comme l’instrument de comparabilité et de transparence des certifications dans l’espace européen. À l’occasion de la conférence de Londres en 2007, les ministres européens de l’enseignement supérieur ont réaffirmé le rôle des LO’s dans le processus de Bologne comme étant un élément central des outils de transparence et de mobilité que sont les cadres de certification, les systèmes de crédits et les procédures de reconnaissance et de lisibilité des acquis tant formels qu’informels. 
Un cadre de certification spécifique à l’Espace Européen d'Enseignement Supérieur (EEES) a été adopté lors de la conférence de Bergen en 2005 comprenant pour chaque cycle des descripteurs génériques, appelés descripteurs de Dublin, exprimés en termes d'acquis d'apprentissage en référence à 5 catégories d’acquis : Connaissances et compréhension, application des connaissances, analyse critique, communication, autodidaxie. Ces descripteurs, appelés aussi descripteurs de Dublin, ne sont pas sans rappeler la taxonomie de Bloom (1956) qui est bien connue en pédagogie universitaire.
Le cadre européen des certifications pour l’éducation et la formation tout au long de la vie (CEC), issu quant à lui du processus de Copenhague, a été approuvé par le parlement européen en 2008 et a pour objectif de permettre aux pays européens d’établir un lien entre leurs systèmes de certification. Ce cadre a pour objectif de définir les niveaux de certification acquis dans l’enseignement général, l’enseignement technique, l’enseignement professionnel, l’enseignement supérieur universitaire et non-universitaire ainsi que dans la formation professionnelle. Il est constitué de 8 niveaux pour lesquels les acquis attendus, au terme de chacun de ces niveaux, sont énoncés en termes de savoirs, d’aptitudes et de compétences. 

### Communauté française de Belgique et France
Chacun des pays a à définir la correspondance de ces niveaux (élaboration d’un cadre national de certification) par rapport à leurs différents cycles de formation. 
En Communauté française de Belgique, le parlement a établi une correspondance entre les trois cycles de l’enseignement supérieur (Bachelier, Master, Doctorat) et les niveaux 6, 7 et 8 du CEC.
La France disposait d'un cadre (RNCP-Répertoire des Compétences Professionnelles) basé sur 7 niveaux en ordre inversé par rapport au cadre européen. Récemment, en lien avec la réforme de la formation continue, la France s'aligne sur le cadre européen.